# Сражение под Пётркувом-Трыбунальским
Сражение под Пётркувом-Трыбунальским (польск. Bitwa pod Piotrkowem Trybunalskim) — разгром 4—6 сентября 1939 года в ходе Сентябрьской кампании частями немецкого 16-го танкового корпуса частей и соединений польских армий «Прусы» и «Лодзь».

## Военная ситуация
После прорыва к вечеру 2 сентября позиций армии «Лодзь» немецкие войска стали продвигаться к северу на Пётркув, заходя в тыл армии. Против немецко-фашистских войск, наступавших на главном направлении, польское командование могло использовать резервную армию «Прусы» генерала Стефана Домб-Бернацкого, которая развертывалась в районе Кельце, Томашув-Мазовецки, Радом. К 4 сентября она еще не закончила сосредоточение и не была готова осуществить контрудар. Штаб этой армии не имел связи с армиями «Лодзь» и «Краков» и не сумел правильно оценить обстановку.
Немецкие силы, участвовавшие в бою, состояли из всего 16-го танкового корпуса Эриха Гёпнера. Это соединение, входившее в состав 10-й немецкой армии генерал-полковника Вальтера фон Рейхенау, было самым сильным танковым корпусом вермахта и на 1 сентября 1939 года насчитывало от 616 до 650 танков всех типов. В состав 16-го корпуса входили 1-я и 4-я танковые дивизии, а также 14-я и 31-я пехотные дивизии.

## Ход сражения
Утром 4 сентября 16-й танковый корпус Гёпнера достиг Розпши, всего в 12 км к югу от Пётркува, отбросил польский пехотный батальон армии «Лодзь» и навёл мосты через реку. Днём 2-й польский танковый батальон был отправлен в контратаку, но отступил под артиллерийским огнём. Вечером генерал В. Томме решил на следующий день провести ещё одну контратаку силами 2-го танкового батальона и пехотного батальона Волынской кавалерийской бригады. В то же время Гёпнер решил перегруппировать свои 1-ю и 4-ю танковые дивизии и на следующий день атаковать Пётркув, используя захваченные плацдармы.
Город защищала 19-я пехотная дивизия армии «Прусы». Кроме того, неподалеку находились Виленская кавалерийская бригада и 29-я пехотная дивизия, которую командующий армией генерал Стефан Домб-Бернацкий намеревался использовать для ночной атаки в направлении Розпши. Разрешение на эту атаку было дано ночью, и атака была назначена на ночь с 5 на 6 сентября.
На рассвете 5 сентября Гёпнер двинулся на север и в 10 часов утра 1-я танковая дивизия атаковала Пётркув с юга. Это было неожиданностью для Домб-Бернацкого, который думал, что Розпшу все еще защищают части армии «Лодзь». Атака была отражена при участии 2-го танкового батальона, который контратаковал во фланг. Однако вскоре польские танки начали отступать из-за численного превосходства немцев. Гёпнер собрал дополнительные силы и после сильного артиллерийского обстрела в 14:00 началась вторая атака на город. На этот раз польская оборонительная линия была прорвана, и в город хлынули немецкие танки. Два полка 19-й дивизии были уничтожены, потеряв более 80 % личного состава и техники. К вечеру немцы заняли город. Сильно потрёпанная и охваченная паникой 19-я дивизия и Виленская кавалерийская бригада начали отступать на северо-восток за реку Пилица.
В то же время Домб-Бернацкий, не подозревая о потере города из-за отсутствия донесений, продолжал готовиться к ночной атаке. Лишь 29-я дивизия вышла в район боевых действий. В полночь Домб-Бернацкий осознал ситуацию и приказал отбить город силами только 29-й дивизии и четырьмя батальонами 19-й дивизии, ещё не принимавшими участия в боях. Однако эта атака не состоялась, и части 29-й дивизии отошли на север. Два пехотных батальона 29-й дивизии, уже втянутые в бои под Пётркувом, не получили приказа на отступление и были разбиты.

## Результаты
6 сентября, около 9:30 утра, генерал Домб-Бернацкий имел беседу с главнокомандующим Рыдз-Смиглым, в которой сообщил об оккупации немцами Пётркува, неудачной попытке вернуть город и дальнейшем продвижении немцев к Томашуву-Мазовецкому, занятому 13-й стрелковой дивизией. Рыдз-Смиглы отдал приказ об отступлении армии к мостам на Висле, точные места переправы должны были быть объявлены в тот же день. 13-й пехотной дивизии было приказано обороняться, чтобы обеспечить отход армии «Лодзь» в направлении на Варшаву, в результате чего произошёл бой под Томашувом-Мазовецким.